# Wheaton Aston
Wheaton Aston är en by i  Staffordshire i England, cirka 14 km sydväst om Stafford och 11 km väster om  Cannock. Staden ligger vid kanalen Shropshire Union Canal. Stadens skola heter  St. Mary's CE(C) First School och tar in cirka 100 barn per år.
Varje år arrangerar staden en musikfestival som kallas Wheaton Aston Festival 

1777 brann halva staden ner. Branden kallas i folkmun the Great Fire. 